# Pedreiro-dos-andes
Cinclodes-fusco, pedreiro-acanelado ou pedreiro-dos-andes (Cinclodes fuscus) é uma espécie de ave da família Furnariidae.
Pode ser encontrada nos seguintes países: Argentina, Bolívia, Brasil, Chile, Colômbia, Equador, Paraguai, Peru, Uruguai e Venezuela.
Os seus habitats naturais são: matagal tropical ou subtropical de alta altitude, campos de gramíneas de clima temperado e campos de altitude subtropicais ou tropicais.